# Fantasy Zone II: The Tears of Opa-Opa
Fantasy Zone II: The Tears of Opa-Opa (ファンタジーゾーンII オパオパの涙 Fantajī Zōn II: Opaopa no Namida?) es un videojuego de matamarcianos de Sega publicado, originalmente para Master System, en 1987. Es la segunda entrega de la serie Fantasy Zone.
- Datos: Q2157521